# Søren M. Sindbæk
Søren M. Sindbæk (født 28. januar 1975 i Holstebro) er en dansk arkæolog og professor MSO i middelalderarkæologi på Aarhus Universitet. Han har udgivet flere artikler og bøger om vikingetiden.
Han gik på Holstebro Gymnasium, og blev herefter uddannet forhistorisk arkæolog på Københavns Universitet. Efter et speciale om vikingetid og tidlig middelalder læste han efterfølgende en ph.d. på Aarhus Universitet.
I 2012 begyndte han på forskningsprojektet ENTREPOT, der kører i et samarbejde mellem Aarhus Universitet og University of York i byen af samme navn i England, og som skal undersøge maritime udvekslingsnetværk og urbanisering. Han har modtaget en bevilling på omkring 15,5 mio. kr fra Carlsbergfondet, til at undersøge arkæologien i Ribe og handelsnetværket i forbindelse med byens tidligste historie.
I 2012 blev han også lektor på Aarhus Universitet. I efteråret 2013 var han med til at finde og udgrave den nye trelleborg, Borgring, ved Køge på Sjælland.
I 2014 blev han udnævnt som professor MSO (med særlige opgaver) her, hvor han skal forske i arkæologi i byerne. Samme år udkom bogen Aggersborg i vikingetiden, som Sindbæk skrev i samarbejde med Else Roesdahl og Anne Pedersen om Aggersborg.
I 2017 medvirkede han i DR Histories dokumentarserie Historien om Danmark i tredje afsnit, der omhandlede vikingetiden. Programmet har Lars Mikkelsen som vært, og gennemgår hele Danmarks historie fra istiden frem til i dag.